# Doomwatch
Doomwatch és una pel·lícula de ciència-ficció britànica de 1972 dirigida per Peter Sasdy i protagonitzada per Ian Bannen, Judy Geeson i John Paul. Descrita tant com un thriller i pel·lícula de terror, es basa en la sèrie de televisió de ciència-ficció de la BBC Doomwatch que va funcionar entre 1970 i 1972. El guió va ser escrit per Clive Exton. Als Estats Units va ser llançada per Embassy Pictures amb el títol alternatiu Island of the Ghouls.
A la pel·lícula, les aigües que envolten una illa es contaminen per l'abocament de productes químics, i les persones que mengen peix capturat en aquestes aigües es deformen i es tornen violentes. La pel·lícula es va fer als Pinewood Studios i el rodatge en localització va tenir lloc al voltant de Polkerris, Mevigity i Polperro i Chapel Porth a Cornualla, així com com l'Heliport de Londres a Battersea. Els decorats van ser dissenyats pel director d'art Colin Grimes.

## Argument
Un foraster visita un poble remot i aïllat que aparentment ha defugit la vida moderna. El doctor Del Shaw, un investigador del grup britànic de vigilància ecològica sobrenomenat Doomwatch, és enviat a l'illa de Balfe, per presentar un informe sobre els efectes d'un recent vessament d'un petrolier. Li fascina el misteriós trastorn del comportament de la personalitat dels habitants que mostren rudesa i agressivitat aleatòria i una estranya prevalença genètica de llavis gruixuts i celles inclinades. La investigació mostra que els habitants del poble han estat patint durant un període prolongat de trastorns hormonals, que estan sent causats per les fuites de bidons d'estimulants del creixement que s'han abocat a la mar. Els illencs han estat menjant peix contaminat i desenvolupen un trastorn de creixement hormonal excessiu, que produeix agressió i, finalment, bogeria, atribuït a una forma d'acromegàlia. En lloc de buscar ajuda al continent, amaguen els que estan deformats de qualsevol nouvingut.

## Repartiment
- Ian Bannen - Dr. Del Shaw
- Judy Geeson - Victoria Brown
- John Paul - Dr. Spencer Quist
- Simon Oates - Dr. John Ridge
- Jean Trend - Dr. Fay Chantry
- Joby Blanshard - Colin Bradley
- George Sanders - The Admiral
- Percy Herbert - PC Hartwell
- Shelagh Fraser - Mrs. Betty Straker
- Geoffrey Keen - Sir Henry Leyton
- Joseph O'Conor - Vicar
- Norman Bird - Brewer
- Constance Chapman - Miss Johnson
- Michael Brennan - Tom Straker
- James Cosmo - Bob Gillette

## Recepció crítica
Per a Radio Times, Tom Hutchinson va atorgar a la pel·lícula dues estrelles de cinc, escrivint "aquest thriller de misteri va aterrar infeliçment al pantà de l'horror en comptes de fer-ho en el terreny més ferm de la ciència o la ficció [. ..] És molt alarmista, certament, però els perills ambientals que assenyala són massa tòpics." Halliwell's Film Guide la va descriure com "una pel·lícula de terror insatisfactòria".